# Chiesa di Santa Maria di Cea
La chiesa di Santa Maria di Cea, (in sardo: Nostra Segnora 'e Se) originariamente "di Seve", è una chiesa campestre situata in territorio di Banari, centro abitato della Sardegna nord-occidentale. Consacrata al culto cattolico, appartiene alla parrocchia di San Lorenzo, arcidiocesi di Sassari.
La chiesa era in origine un luogo di culto vallombrosano dipendente da San Michele di Salvenero e si trovava in prossimità dell'antico villaggio di Seve - piccolo centro situato in una fertile vallata percorsa dal ruscello permanente di Badu de Corte - registrato dall'umanista e storico sassarese Giovanni Francesco Fara tra quelli della diocesi di Ploaghe scomparsi.

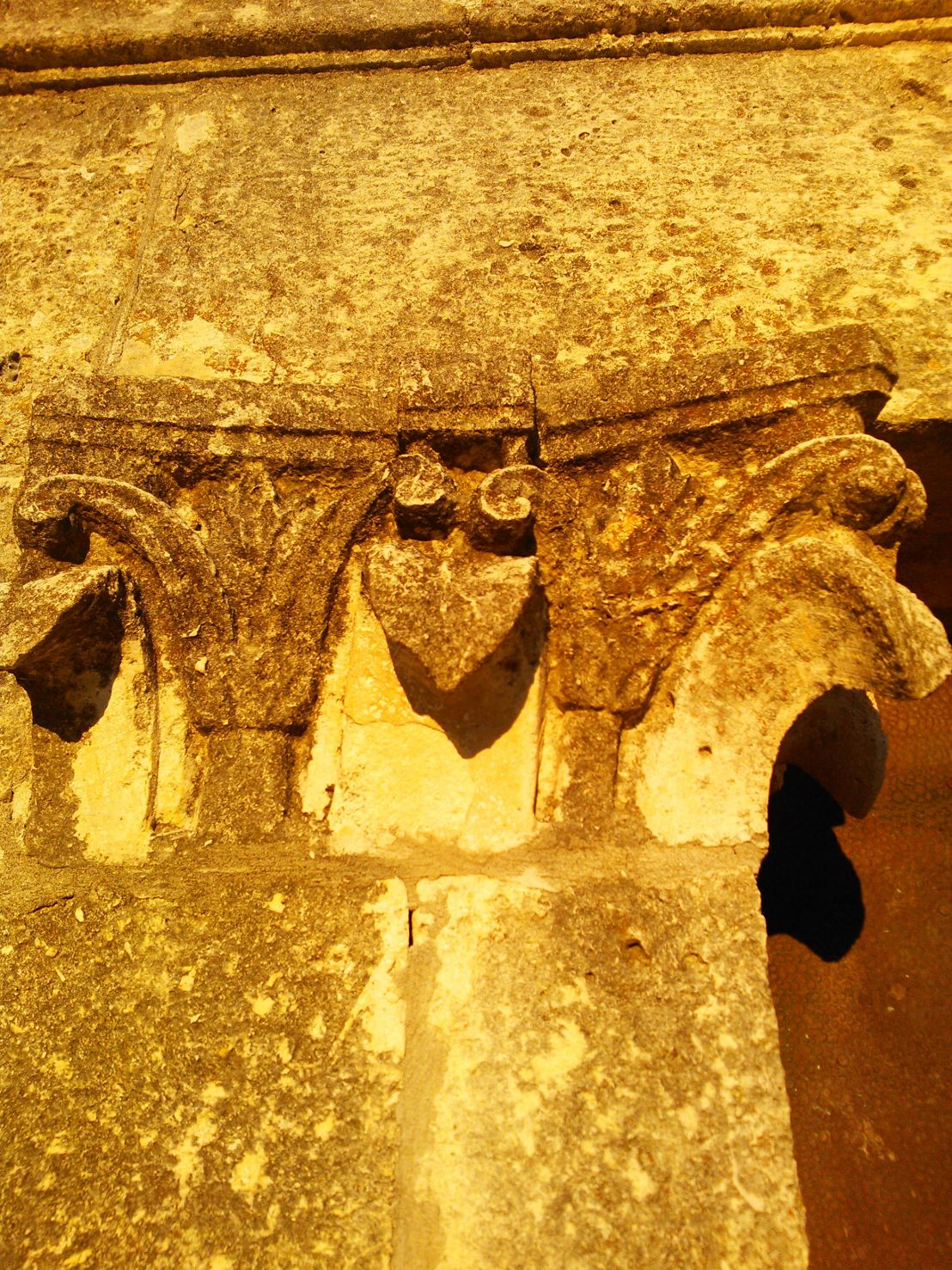
Dettaglio di un capitello

L'edificio, ubicato a circa sei chilometri dal paese di Banari, è stato datato alla seconda metà del dodicesimo secolo ed è composto da un'unica navata alla quale si accede attraverso due ingressi: uno laterale (la nota Porta Santa) e quello principale per i fedeli. Questa devozione coincise forse con il ritorno nell'area di influenze vallombrosane. Il romitorio, effettivamente, fu definitivamente confermato a questa Congregazione nel primo Quattrocento ed elevato ad abbazia nel 1474.
La facciata, realizzata in conci squadrati di calcare, risulta leggermente asimmetrica ed è divisa a circa mezza altezza da una cornice marcapiano in leggero aggetto. Il registro inferiore è abbellito da pseudocapitelli con motivi floreali mentre in alto svetta un ampio campaniletto a vela con luce semicircolare.
Il complesso, composto dalla chiesa, dal romitorio e dal cortile interno, è stato oggetto nel 1990 di indagine archeologica a cura della competente Soprintendenza.

## Galleria d'immagini

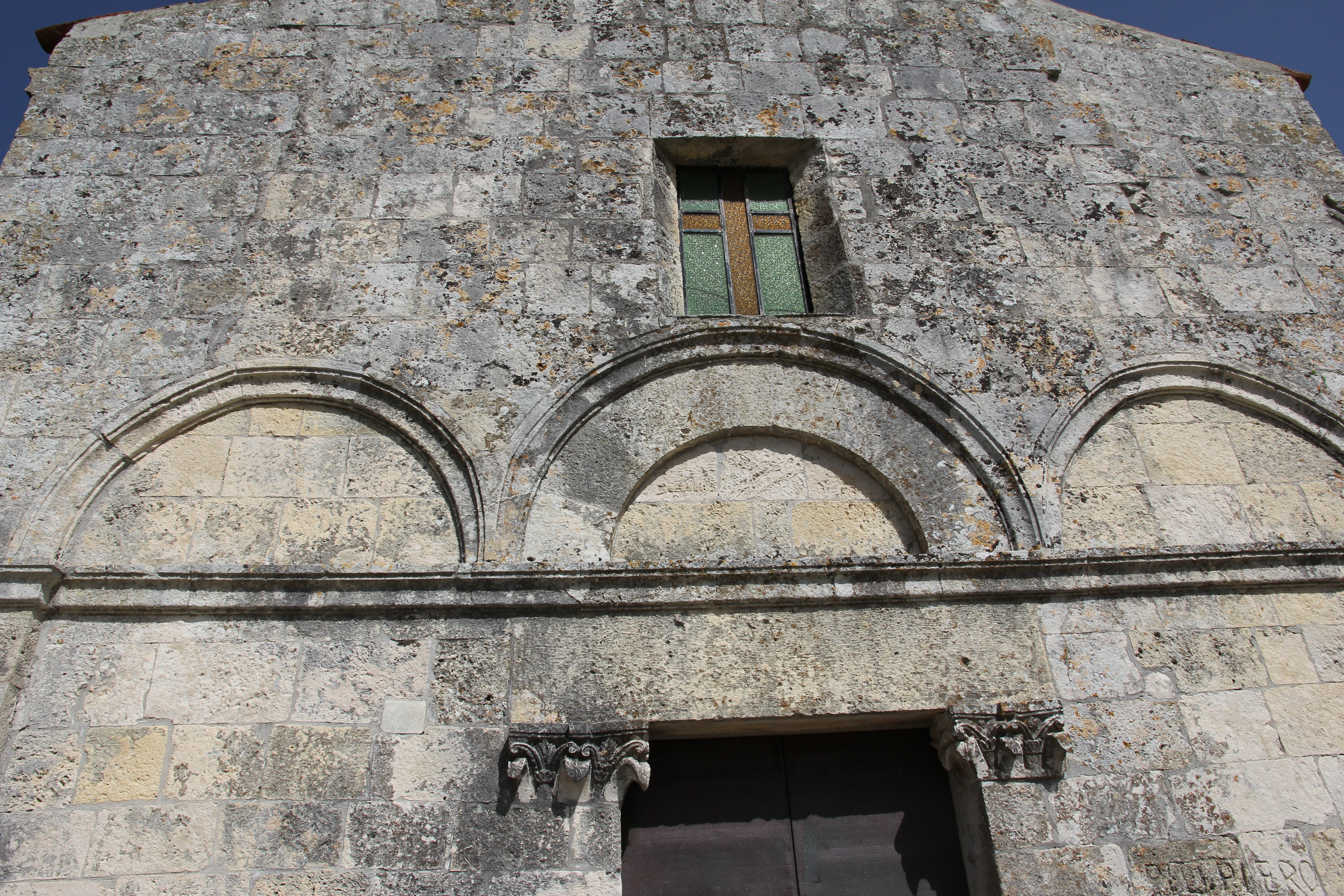
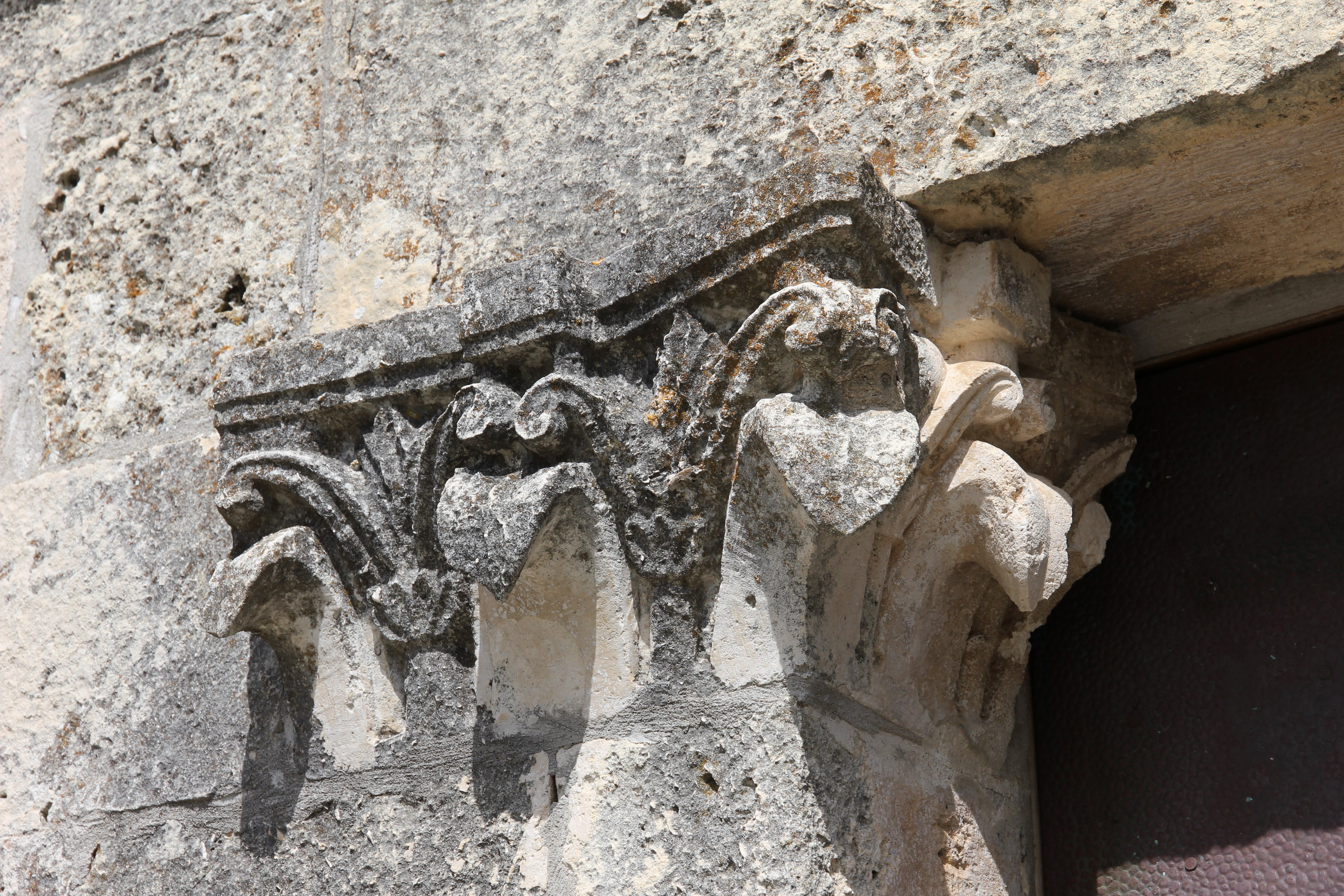
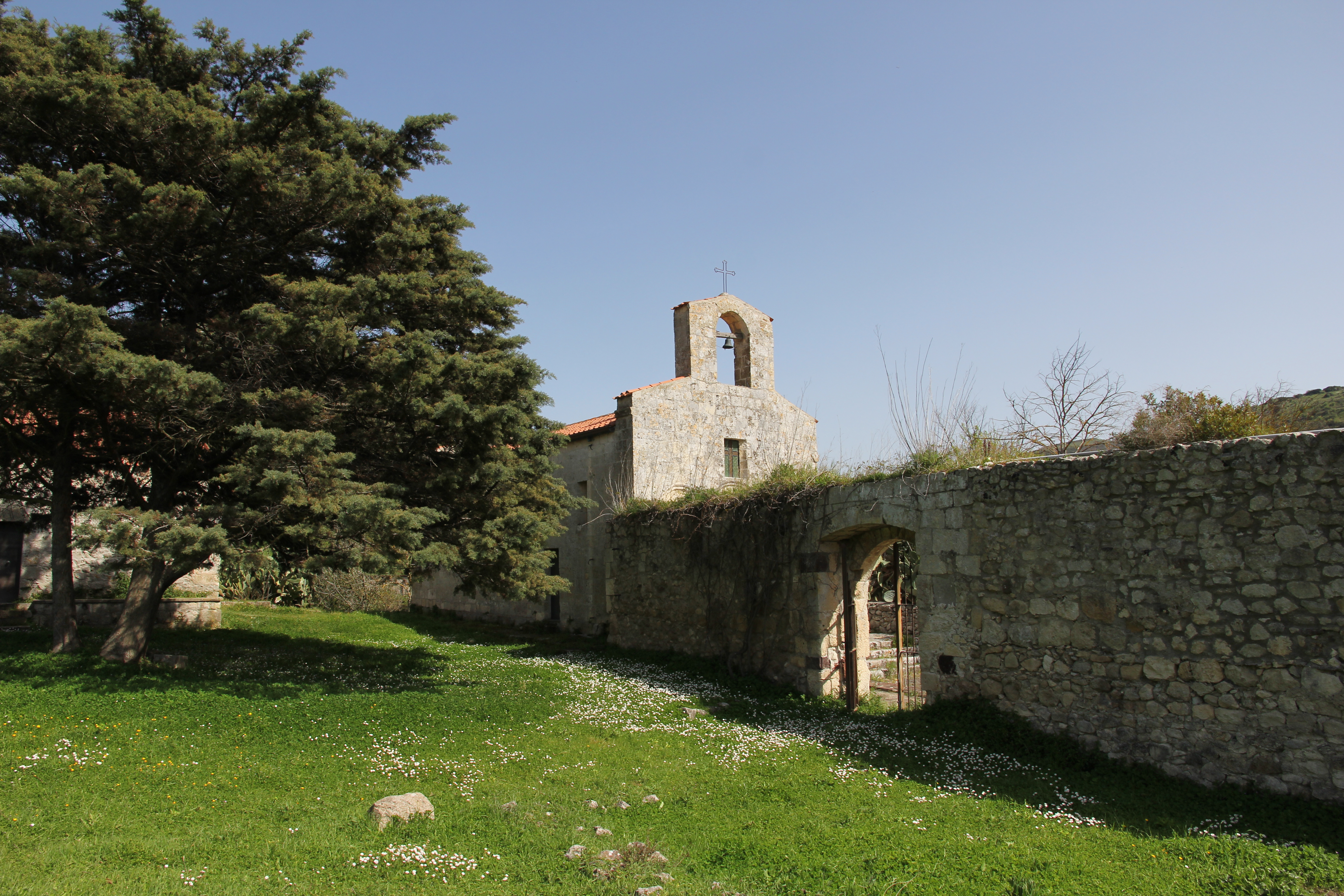
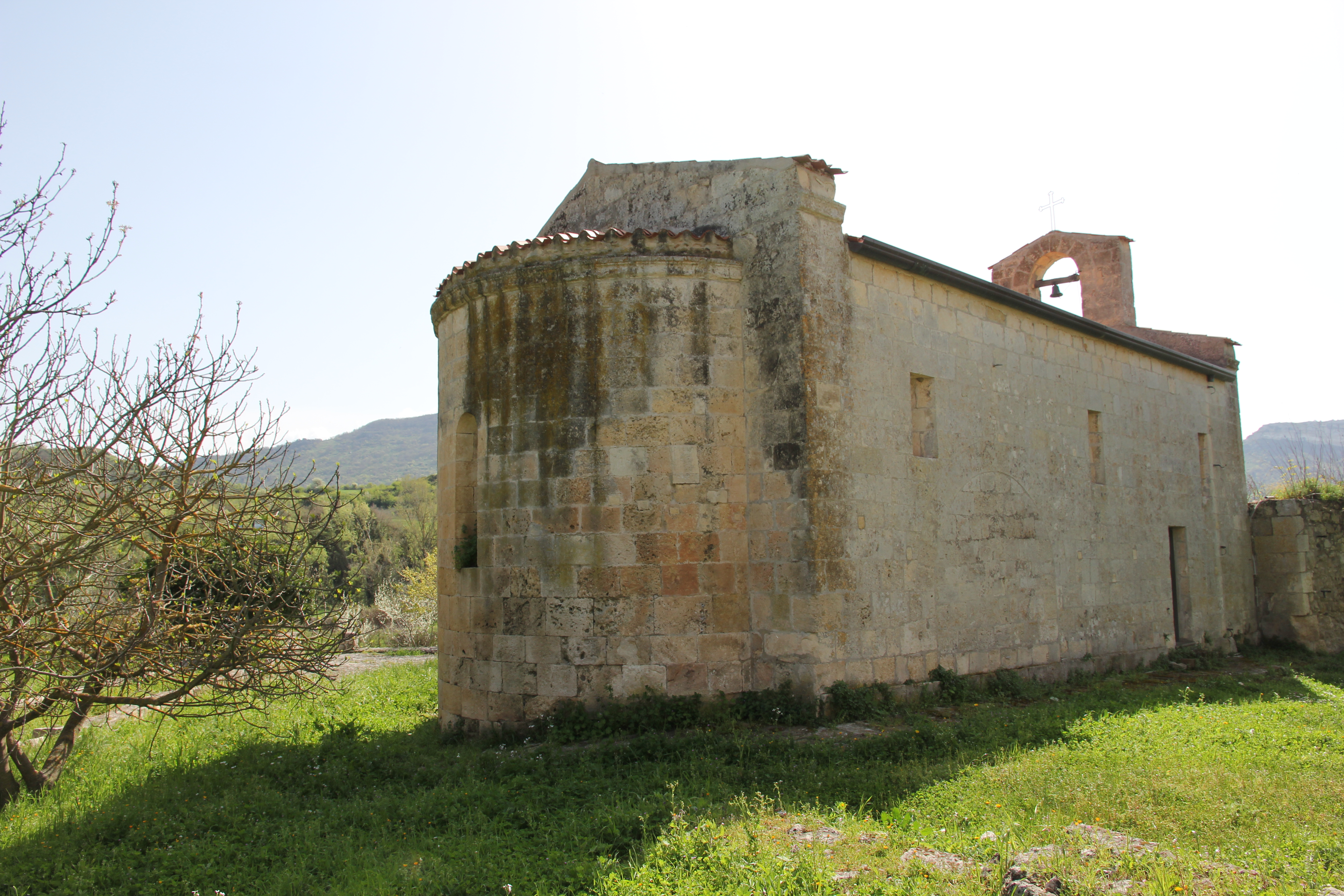